# 耶律重元
耶律重元（1021年—1063年），一名宗元，小字孛吉只，又作勃巳只，為辽圣宗名义上第二子，母蕭耨斤。與其子耶律涅魯古等數百人發動灤河之變，被辽道宗平定，自殺。

## 生平
生于太平元年（1021年）三月戊戌，太平三年（1023年），封其為秦國王。
辽聖宗死後，母亲蕭耨斤攝政，密謀立重元為皇帝，他卻告知兄長耶律宗真（遼興宗），使興宗大怒，廢蕭耨斤至慶陵守陵，興宗並封重元為皇太弟。後來，興宗在酒醉時答應死後傳位給他，使他和其子涅魯古有謀奪帝位之心。不久，辽道宗即位，加封為皇太叔、天下兵馬大元帥，可免拜皇帝，並賜金券、四頂帽及二色袍，為宗室中最高優待。
辽道宗清寧九年（1063年），他與其子耶律涅魯古、陳國王陳六、知北院樞密事蕭胡睹等四百人謀反，舉兵時其黨羽卻歸順辽道宗，或各自奔潰。他謀反自知失敗，出走大漠，說：「涅魯古使我至此！」（耶律涅魯古令我得此下場！）並自殺。

## 延伸阅读
[在维基数据编辑]
 《遼史·卷112》，出自脱脱《遼史》